# Piets-Plasence-Moustrou
Piets-Plasence-Moustrou é uma comuna francesa na região administrativa da Nova Aquitânia, no departamento dos Pirenéus Atlânticos. Estende-se por uma área de 8,36 km². Em 2010 a comuna tinha 140 habitantes (densidade: 16,7 hab./km²).